# Millepora foveolata
Millepora foveolata is een hydroïdpoliep uit de familie Milleporidae. De poliep komt uit het geslacht Millepora. Millepora foveolata werd in 1952 voor het eerst wetenschappelijk beschreven door Crossland. 